# Prelatura territorial de Huautla
La prelatura territorial de Huautla (en latín: Praelatura Territorialis Huautlensis) es una circunscripción eclesiástica de la Iglesia católica en México. Se trata de una prelatura territorial latina, sufragánea de la arquidiócesis de Antequera. Desde el 27 de junio de 2020 su prelado es Guadalupe Antonio Ruíz Urquín.

## Territorio y organización
La prelatura territorial tiene 1284 km² y extiende su jurisdicción sobre los fieles católicos de rito latino residentes en parte de la región Cañada del estado de Oaxaca.
La sede de la prelatura territorial se encuentra en la ciudad de Huautla de Jiménez, en donde se halla la Catedral de San Juan Evangelista.
En 2021 en la prelatura territorial existían 10 parroquias.

## Historia
La prelatura territorial fue erigida el 8 de octubre de 1972 con la bula Ad bonum animorum del papa Pablo VI, obteniendo el territorio de la arquidiócesis de Antequera.

## Estadísticas
Según el Anuario Pontificio 2022 la prelatura territorial tenía a fines de 2021 un total de 119 404 fieles bautizados.
| Año                                                                             | Población            | Población | Población      | Sacerdotes | Sacerdotes    | Sacerdotes    | Bautizados por sacerdote | Diáconos permanentes | Religiosos | Religiosos | Parroquias |
| Año                                                                             | Bautizados católicos | Total     | % de católicos | Total      | Clero secular | Clero regular | Bautizados por sacerdote | Diáconos permanentes | Varones    | Mujeres    | Parroquias |
| ------------------------------------------------------------------------------- | -------------------- | --------- | -------------- | ---------- | ------------- | ------------- | ------------------------ | -------------------- | ---------- | ---------- | ---------- |
| 1976                                                                            | 125 000              | 127 546   | 98.0           | 9          | 1             | 8             | 13 888                   |                      | 11         | 6          | 4          |
| 1980                                                                            | 109 350              | 111 200   | 98.3           | 11         | 1             | 10            | 9940                     |                      | 14         | 4          | 6          |
| 1990                                                                            | 130 300              | 136 750   | 95.3           | 10         | 1             | 9             | 13 030                   |                      | 13         | 12         | 6          |
| 1999                                                                            | 103 900              | 111 700   | 93.0           | 10         | 5             | 5             | 10 390                   |                      | 9          | 6          | 7          |
| 2000                                                                            | 104 840              | 113 370   | 92.5           | 9          | 5             | 4             | 11 648                   |                      | 7          | 5          | 7          |
| 2001                                                                            | 120 440              | 130 920   | 92.0           | 10         | 5             | 5             | 12 044                   |                      | 8          | 4          | 7          |
| 2002                                                                            | 123 500              | 133 500   | 92.5           | 13         | 9             | 4             | 9500                     |                      | 7          | 3          | 7          |
| 2003                                                                            | 123 556              | 134 300   | 92.0           | 13         | 8             | 5             | 9504                     |                      | 8          | 3          | 8          |
| 2004                                                                            | 123 500              | 134 300   | 92.0           | 19         | 12            | 7             | 6500                     | 1                    | 9          | 5          | 8          |
| 2013                                                                            | 134 800              | 148 700   | 90.7           | 22         | 18            | 4             | 6127                     | 1                    | 5          | 3          | 9          |
| 2016                                                                            | 108 500              | 128 000   | 84.8           | 17         | 15            | 2             | 6382                     | 1                    | 2          | 9          | 10         |
| 2019                                                                            | 110 007              | 130 016   | 84.6           | 24         | 24            |               | 4583                     | 1                    |            | 5          | 10         |
| 2021                                                                            | 119 404              | 132 720   | 90.0           | 22         | 22            |               | 5427                     | 1                    |            | 7          | 10         |
| Fuente: Catholic-Hierarchy, que a su vez toma los datos del Anuario Pontificio. |                      |           |                |            |               |               |                          |                      |            |            |            |

## Episcopologio
Fue sede vacante entre 1972 y 1975.
| Número | Nombre                             | Comienzo                     | Término                                               |
| ------ | ---------------------------------- | ---------------------------- | ----------------------------------------------------- |
| I      | Hermenegildo Ramírez Sánchez, M.J. | 4 de junio de 1975           | 15 de octubre de 2005 retirado                        |
| II     | Héctor Luis Morales Sánchez        | 15 de octubre de 2005        | 7 de enero de 2011 nombrado obispo de Netzahualcóyotl |
| III    | José Armando Álvarez Cano          | 3 de noviembre de 2011       | 11 de mayo de 2019 nombrado obispo de Tampico         |
| IV     | Guadalupe Antonio Ruíz Urquín      | Desde el 27 de junio de 2020 |                                                       |